# Halina Sienkiewicz-Jarosz
Halina Lidia Sienkiewicz-Jarosz – polska neurolog, prof. dr hab. nauk medycznych, dyrektor Instytutu Psychiatrii i Neurologii w latach 2020-2023.

## Życiorys
W 1996 ukończyła studia medyczne w Akademii Medycznej w Białymstoku. Obroniła pracę doktorską, 1 marca 2012 habilitowała się na podstawie pracy zatytułowanej Znaczenie kliniczne palenia tytoniu w udarze mózgu. 8 stycznia 2019 nadano jej tytuł profesora w zakresie nauk medycznych. Od 2016 roku kieruje I Kliniką Neurologiczną Instytutu Psychiatrii i Neurologii, jest zatrudniona na stanowisku profesora. W latach 2017–2020 pełniła funkcję Zastępcy Dyrektora ds. Lecznictwa, a w latach 2020-2023 dyrektora w Instytucie Psychiatrii i Neurologii. Jest członkiem Komitetu Nauk Neurologicznych Polskiej Akademii Nauk, członkiem Zarządu Polskiego Towarzystwa Neurologicznego (PTN) oraz Oddziału Warszawskiego PTN. Od 2022 pełni funkcję przewodniczącej Krajowej Rady ds. Neurologii. 